# Bonnie Hunt
Bonnie Lynne Hunt, född 22 september 1961 i Chicago, Illinois, är en amerikansk skådespelare, komiker, författare och regissör.

## Filmografi (i urval)
- 1988 – Rain Man
- 1992 – Beethoven
- 1993 – Beethovens tvåa
- 1993 – Dave
- 1994 – Only You
- 1995 – Jumanji
- 1996 – Jerry Maguire
- 1998 – Ett småkryps liv
- 1999 – Den gröna milen
- 2001 – Monsters, Inc.
- 2003 – Fullt hus
- 2005 – Fullt hus igen
- 2006 – Bilar
- 2006 – I Want Someone to Eat Cheese With
- 2010 – Toy Story 3
- 2011 – Bilar 2
- 2013 – Monsters University
- 2016 – Zootropolis
- 2017 – Bilar 3
- 2019 – Toy Story 4
- 2021 – Monster på jobbet (TV-serie)
- 2022 – Bilar på väg (TV-serie)
- 2024 – Red One